# Trio The Punch: Never Forget Me...
Trio the Punch: Never Forget Me... (トリオ・ザ・パンチ?, Torio za panchi) è un videogioco arcade del 1990 di genere picchiaduro sviluppato e pubblicato da Data East. Nel 2007 il gioco ha ricevuto una conversione per PlayStation 2.
Il gioco fa parte di una trilogia che comprende Atomic Runner Chelnov e Karnov.